# Прем'єр-міністр Киргизстану
Прем'єр-міністр Киргизстану — глава уряду Киргизстану. До 2010 року у президента було більше повноважень, ніж прем'єр-міністра в Киргизстані, але після конституційного референдуму 2010 року, держава переходить до парламентської системи, даючи більше владу парламенту та уряду за рахунок президента.
Президент має право призначати прем'єр-міністра тимчасово або в.о. Прем'єр-міністра затверджується парламентом, потім він формує кабінет.